# Vice Versa (revista)
Vice Versa, subtitulada America's Gayest Magazine («La revista más gay de Estados Unidos»), fue la primera revista conocida dedicada a las lesbianas en los Estados Unidos, así como el primer ejemplo existente de prensa gay y lésbica de EE. UU.
La revista fue un proyecto de Lisa Ben (anagrama de lesbian, «lesbiana» en inglés), una secretaria de un estudio de cine en Los Ángeles. Según su propio relato, Ben «tenía mucho tiempo libre» en el trabajo, y, comenzando en junio de 1947, «dos veces al mes escribía a máquina cinco copias a carboncillo y un original de Vice Versa». Recuerda que su jefe le dijo que no le importaba lo que escribiese a máquina, pero que quería que «pareciese ocupada» para que la gente del estudio pensase que era importante.
Ben describió su intención de que la revista fuera creada como «un medio a través del que se pudieran exresar nuestros pensameintos, nuestras emociones, nuestras opiniones -con tal de que el material estuviese dentro de los límites del buen gusto.»
Los nueve ejemplares de Vice Versa creados por Lisa Ben «combinaban una mezcla editorial única y un estilo altamente personal» y abrió un foro para que las lesbianas se comunicasen con otras a través de las cartas de las lectoras, ensayos personales, ficción corta y poesía. El primer número tenía 15 páginas, los siguientes tuvieron de 9 a 20 páginas.
En Unspeakable, su historia de la prensa gay y lésbica en los Estados Unidos, el periodista e historiador Rodger Streitmatter apunta que Vice Versa «no contenía pie de autor, fotografías, anuncios, pie de imprenta, ni el nombre o la dirección del editor [...] sin embargo fijó la agenda que ha definido el periodismo gay y lésbico durante cincuenta años.» Como ejemplo de las cualidades definitorias de la revista, Jim Kepner, fundador y conservador del International Gay and Lesbian Archives cita la mezcla de Vice Versa consistente en editoriales, historias cortas, poesía, críticas de libros y cine y una sección de cartas del lector como la que «marcó las pautas que han seguido cientos de revistas [gays y lésbicas].»
La publicación era gratuita y Ben distribuía inicialmente cada número ella misma. Los ejemplares pasaban de mano en mano en una red informal, así que cada número pudo haber sido leído por docenas de personas.
Ben finalmente abandonó su trabajo en los estudios RKO y la publicación de la revista cesó en 1948.
La editora expresó su esperanza de que «quizás Vice Versa sea el predecesor de mejores revistas dedicadas al tercer sexo, que, en el futuro, pueda tener su legítimo sitio en el quiosco al lado de otras publicaciones, para estar disponible de forma abierta y sin restricción.»